# Champdieu
 Champdieu  es una localidad y comuna de Francia, en la región de Auvernia-Ródano-Alpes, departamento de Loira, en el distrito y cantón de Montbrison.
Su población en el censo de 1999 era de 1.471 habitantes.
Está integrada en la Communauté d'agglomération Loire-Forez.

## Historia
El origen del poblado y nombre de Champdieu evolucionó con el curso de años. Inicialmente  se refería a Candicus,  un jefe romano. En el siglo XI el pueblo era llamado Candiaco, que en el siglo XIII se modificó a Chandiaco y posteriormente Chandieu. En el siglo XVI se transformó en Champ-Dieu (campo de Dios). Finalmente desde 1801 es Champdieu.
El origen del pueblo parece ser anterior a la época carolingia. El poblado actual de Champdieu se formó en el siglo X (980) alrededor del rico establecimiento benedictino creado entorno del viejo “Castrum Candiaco”. Los primeros señores feudales de la baronia de Candiae o Chandieu fueron vasallos de los condes de Forez.

## Demografía
| 882 | 858 | 1120 | 1291 | 1355 | 1471 |
| Para los censos de 1962 a 1999 la población legal corresponde a la población sin duplicidades (Fuente: INSEE [Consultar]) |     |      |      |      |      |